# Speedy Gonzales: Los Gatos Bandidos
Speedy Gonzales: Los Gatos Bandidos är ett SNES-spel utgivet 1995 i Nordamerika.

## Handling
I en liten by i Mexiko är det fiesta då Los Gatos Bandidos, ett gang med katters, kommer och kidnappar dem. Bara Slowpoke lyckades fly, och ber nu om hjälp från sin kusin Speedy Gonzales, Mexikos snabbaste mus Speedy skall på varje bana rädda så många moss som möjligt samt leta reda på ost och anta sig för diverse faror. Spelkontrollen påminner mycket om den i Sonicspelen.

### Fotnoter
1. 1 2 3 4 5  ”Release information”. GameFAQs. Arkiverad från originalet den 2 november 2012. https://web.archive.org/web/20121102133509/http://www.gamefaqs.com/snes/588682-speedy-gonzales-los-gatos-bandidos/data. Läst 23 april 2014.
2. ↑  ”Media information”. SuperFamicom.org. http://superfamicom.org/info/speedy-gonzales-los-gatos-bandidos/. Läst 23 april 2014.
3. ↑  Soundtrack information at SNES Music
4. ↑  ”Sppedy Gonzales” (på svenska). Super Power (Solna: Atlantic) (3 1995). juni-juli 1995. Läst 24 april 2014.
5. 1 2 3 4  ”Basic game summary”. MobyGames. http://www.mobygames.com/game/snes/speedy-gonzales-in-los-gatos-bandidos. Läst 23 april 2014.